# Trening autogenny
Trening autogenny Schultza (gr. auto „sam”, genesis „powstanie”) – technika relaksacji neuromięśniowej opracowana przez niemieckiego psychiatrę Johanna Heinricha Schultza w latach 30. XX w.2, oparta na autosugestii i pasywnej koncentracji, której celem jest wywołanie stanu podobnego do głębokiego relaksu i wewnętrznej medytacji.

## Historia i rozwój
System treningu został po raz pierwszy przedstawiony w 1926 jako „autogenne ćwiczenia organów” i opublikowany jako Das Autogene Training w 1932. Schultz inspirował się obserwacjami bodźców wprowadzających w stan hipnotyczny, szczególnie odczucia ciężaru i ciepła w kończynach. Uczeń Schultza – Dr Wolfgang Luthe – rozpowszechnił metodę w krajach anglojęzycznych, publikując Autogenic Therapy (1959–69). W Polsce istotny wkład w popularyzację techniki wniósł Jerzy Aleksandrowicz z Collegium Medicum UJ.

## Zasady i struktura
Trening autogenny składa się z sześciu sformułowanych, stopniowych formuł autosugestywnych stosowanych w następującej kolejności
1. uczucie ciężaru („Moje ręce są ciężkie”),
2. uczucie ciepła („Moje ręce są ciepłe”),
3. regulacja pracy serca („Moje serce bije spokojnie i regularnie”),
4. regulacja oddechu („Oddycha mną”),
5. ciepło w splocie słonecznym („Mój splot słoneczny jest ciepły”),
6. chłód na czole („Moje czoło jest przyjemnie chłodne”).

Ćwiczenia wprowadzane są etapami (3–5 min uczucie ciężaru, potem kolejne etapy do 15–20 min). Centralne są postawa bierno-aktywna, koncentracja na doznaniach ciała i akceptacja procesu.

## Skuteczność kliniczna

### Meta-analizy i badania randomizowane
- Stetter & Kupper (2002): analiza 60 RCT, efekt średni–duży na objawy somatyczne, psychologiczne, poprawę nastroju i jakości życia[6].
- Kohlert i in. (2021): 13 RCT, umiarkowane efekty redukcji bólu przewlekłego (g=0,58) i porównywalne do innych technik relaksacyjnych[7].
- Álvarez‑Pérez i in. (2024): przegląd RCT i systematycznych SR od 2006–21 wykazał korzystne efekty na symptomy psychiczne i fizyczne, bez potwierdzonej toksyczności – wymaga jednak dalszych badań wysokiej jakości[8].
- Ramirez‑Garcia i in. (2020, protokół): AT poprawia samopoczucie i jakość życia u osób z chorobami przewlekłymi[9].

### Obszary zastosowań
Udowodniono korzyści w:
- bólach głowy (napięciowe, migreny),
- zaburzeniach lękowych i depresjach łagodnych–umiarkowanych[6][7][8]
- chorobach somatycznych: nadciśnienie, astma, choroby sercowo-naczyniowe, dolegliwości położnicze[6][8]
- zaburzeniach snu, funkcjach endokrynologicznych i psychosomatyce[6][8].

## Mechanizmy działania
Trening autogenny wywołuje tzw. reakcję relaksacyjną: spadek napięcia mięśniowego, obniżenie ciśnienia, zmniejszenie aktywacji układu współczulnego i poprawę nastroju.

## Bezpieczeństwo i przeciwwskazania
Badania nie wykazały istotnych działań niepożądanych; rzadko pojawiają się krótkie „rozładowania autogenne” sensoryczne, które zwykle nie wymagają interwencji. Zgodnie z wytycznymi VA i NHS, techniki należy prowadzić przez przeszkolonego specjalistę.

## Wskazania i ograniczenia
Zaleca się prowadzenie przez przeszkolonych psychologów lub lekarzy. Nie zaleca się stosowania AT jako jedynej metody w ciężkich zaburzeniach psychicznych (np. psychoza).